# La Vipère noire (film, 1908)
Pour les articles homonymes, voir La Vipère noire.
La Vipère noire (titre original : The Black Viper) est un film muet américain réalisé par D. W. Griffith et sorti en 1908.

## Synopsis
Un voyou tente d’accoster une jeune femme, Jennie, alors qu’elle quitte son travail mais Mike, son fiancé, parvient à la tirer de là. Le voyou veut se venger et, avec l’aide de ses amis, revient à la charge sur la jeune femme et son fiancé alors qu’ils se promènent. Cette fois les voyous parviennent à enlever le jeune homme. La jeune femme rentre chez elle en courant et appelle plusieurs de ses voisins à l’aide. Ensemble, ils découvrent les ravisseurs dans un chalet de montagne où la bande se cache avec leur otage, puis mettent le feu au chalet.

## Fiche technique
- Titre : La Vipère noire[2]
- Titre original : The Black Viper
- Réalisation : D. W. Griffith et/ou Wallace McCutcheon Jr.[3],[4]
- Société de production et de distribution : American Mutoscope and Biograph Company
- Photographie : Arthur Marvin et G. W. Bitzer
- Pays :  États-Unis
- Format[5] : Noir et blanc - Muet - 1,33:1 - 35 mm[3],[6]
- Longueur de pellicule : 410 ou 724[3] pieds (220,68 mètres[6])
- Date de sortie : 21[3] ou 25 juillet 1908

## Distribution
Les noms des personnages proviennent de l'Internet Movie Database.
- George Gebhardt : Vipère
- Edward Dillon : Mike
- D. W. Griffith : un secoureur
- Mack Sennett : un secoureur[3],[4]
- Anthony O'Sullivan : un compère[3],[4]

## Autour du film
Les scènes du film ont été tournées à Shadyside, dans le New Jersey.
Des copies du film existent encore aujourd'hui.

### Source
- Jean-Loup Passek et Patrick Brion, D.W. Griffith : Le Cinéma, Paris, Cinéma/Pluriel - Centre Georges Pompidou, 1982, 216 p. (ISBN 2-86425-035-7)